# Prix Gerrit-Noordzij
Le prix Gerrit-Noordzij est décerné tous les trois ans à un typographe ou à un créateur de caractères. Il récompense d'importantes avancées dans la pratique ou l'enseignement du dessin de caractères, de la typographie et du design graphique.
Le prix a été créé en l'honneur du typographe néerlandais Gerrit Noordzij, qui fut professeur à l'Académie des beaux-arts de La Haye. Il en fut le premier récipiendaire.
Le prix est organisé par :
- l'Académie des beaux-arts de La Haye,
- le musée Meermanno de cette même ville, qui est consacré au livre,
- la fondation Pieter Anton Tiele, dévolue à la promotion culturelle des médias textuels.

Un fonds assure la pérennité du prix.
L'usage veut que le récipiendaire précédent dessine le trophée suivant. Lors de la remise de celui-ci, une exposition est consacrée au précédent lauréat.

## Récipiendaires
- 1996 : Gerrit Noordzij (Pays-Bas)
- 2001 : Fred Smeijers (Pays-Bas)
- 2003 : Erik Spiekermann (Allemagne)
- 2006 : Tobias Frere-Jones (États-Unis)
- 2009 : Wim Crouwel (Pays-Bas)
- 2012 : Karel Martens (Pays-Bas)
- 2015 : Cyrus Highsmith (États-Unis)